# Mazda Carol
Mazda Carol — кей-кар, выпускавшийся с 1962 по 1970 год японской компанией Mazda. Название Carol было возрождено в 1989 году. С 1989 года Carol является ребеджингом Suzuki Alto.

## Первое поколение (1962)
Двухдверный седан Mazda P360 Carol был представлен в феврале 1962 года в дополнение к Mazda R360 и Mazda Mazdago. В автомобиле применялся четырёхцилиндровый двигатель DA с водяным охлаждением объёмом 358 см3, мощностью 13 кВт (18 л. с.). Клапанный механизм — DOHC. Коробка передач — четырёхступенчатая механическая. Компоновка — заднемоторная.
В сентябре 1963 года мощность двигателя была увеличена до 15 кВт (20 л. с.). В то же время в модельный ряд вошёл четырёхдверный седан.

В октябре 1966 года был проведён небольшой фейслифтинг.

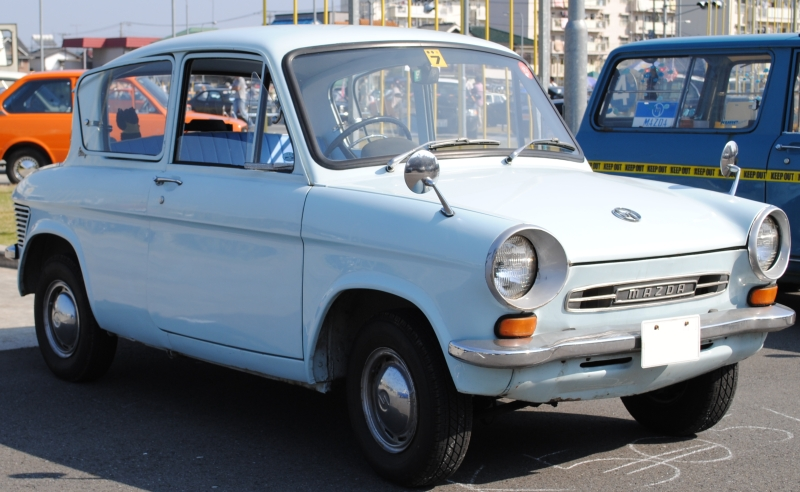
Вид спереди
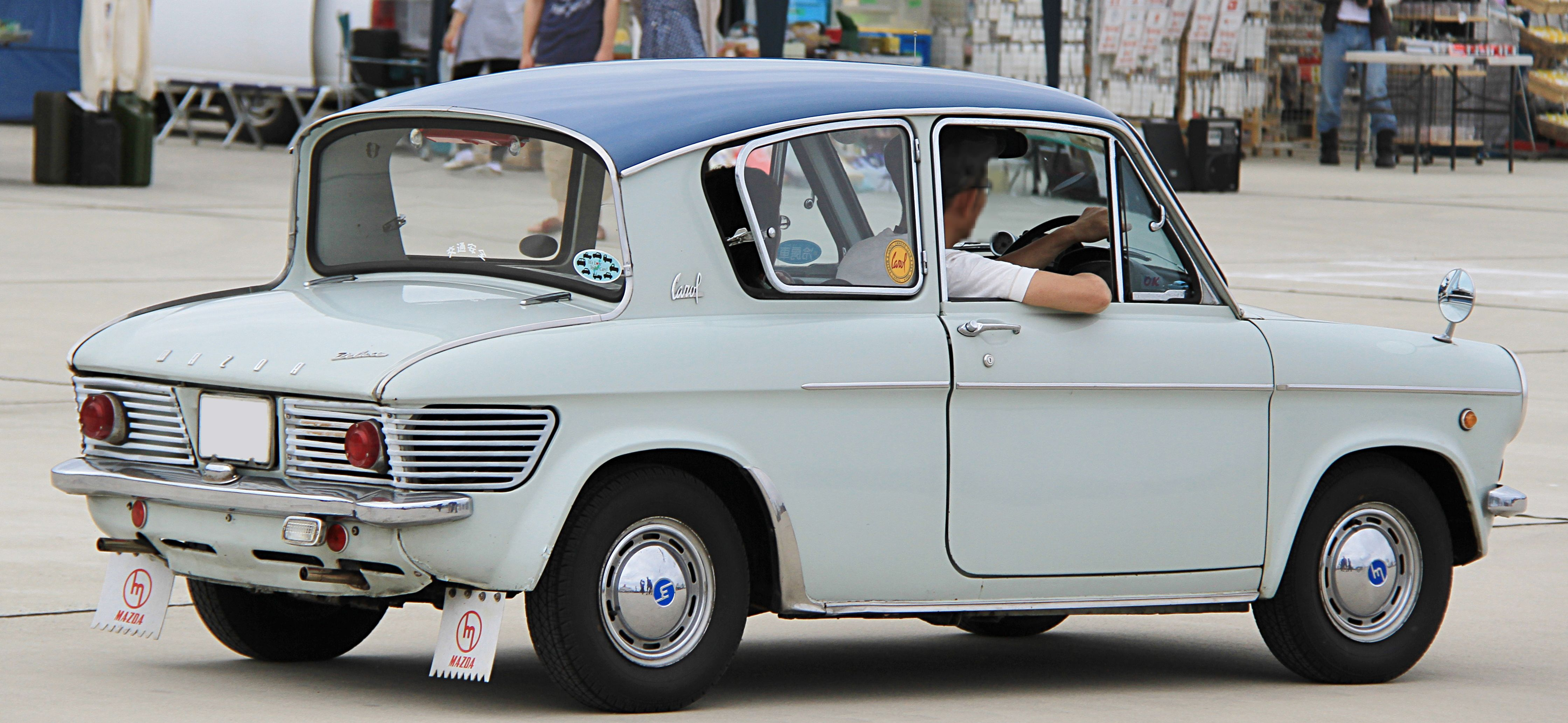
Вид сзади
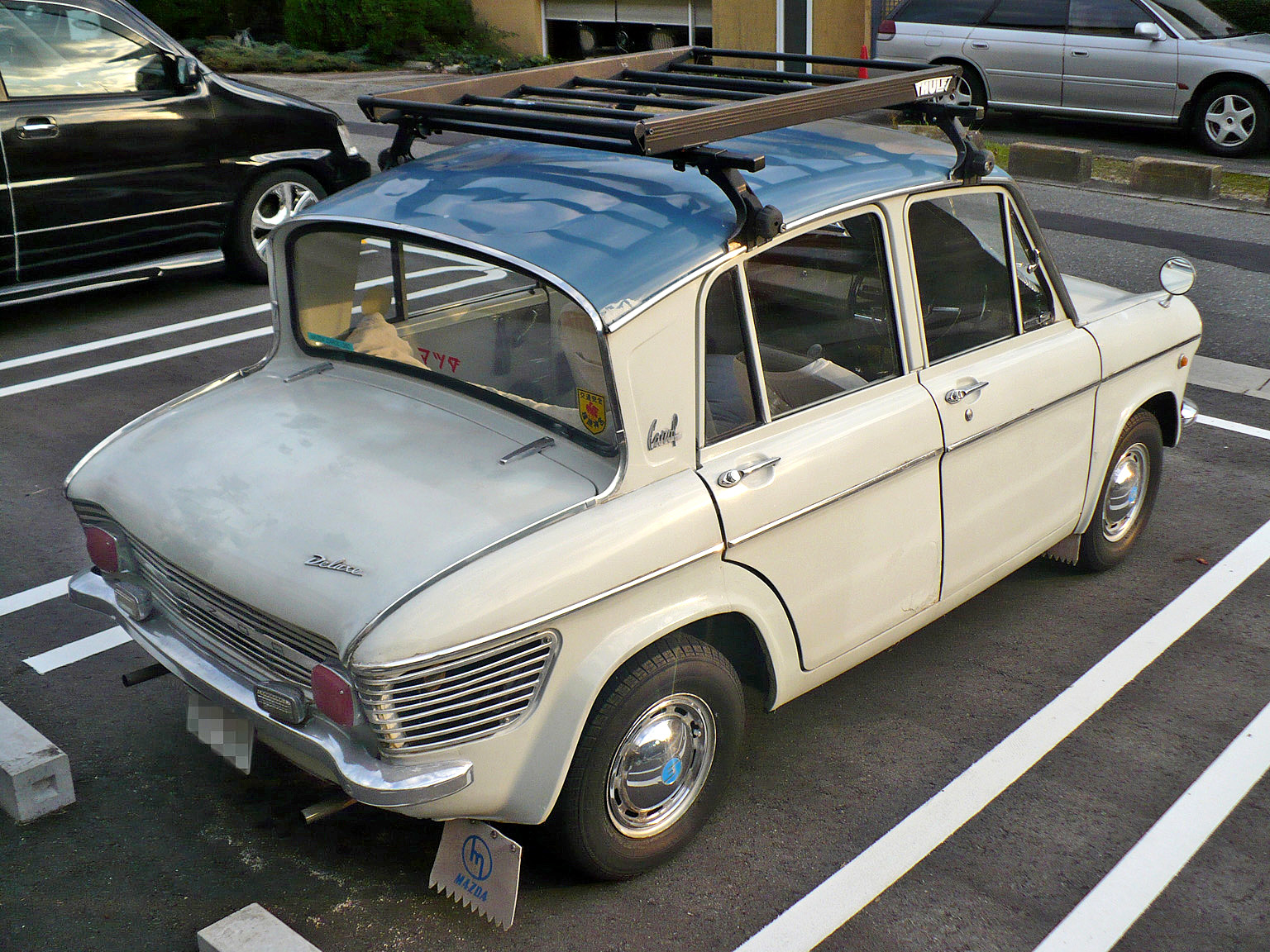
Четырёхдверный седан

### Carol 600 (1962—1964)
Carol 600 был представлен в ноябре 1962 года. Автомобиль оснащён двигателем RA OHV объёмом 586 см3. Длина увеличена до 3200 мм. Масса варьировалась от 560 до 585 кг. На экспортных рынках автомобиль назывался «600» или «P600». В ноябре 1964 года автомобиль был снят с производства. Всего было выпущено около 8800 экземпляров. 

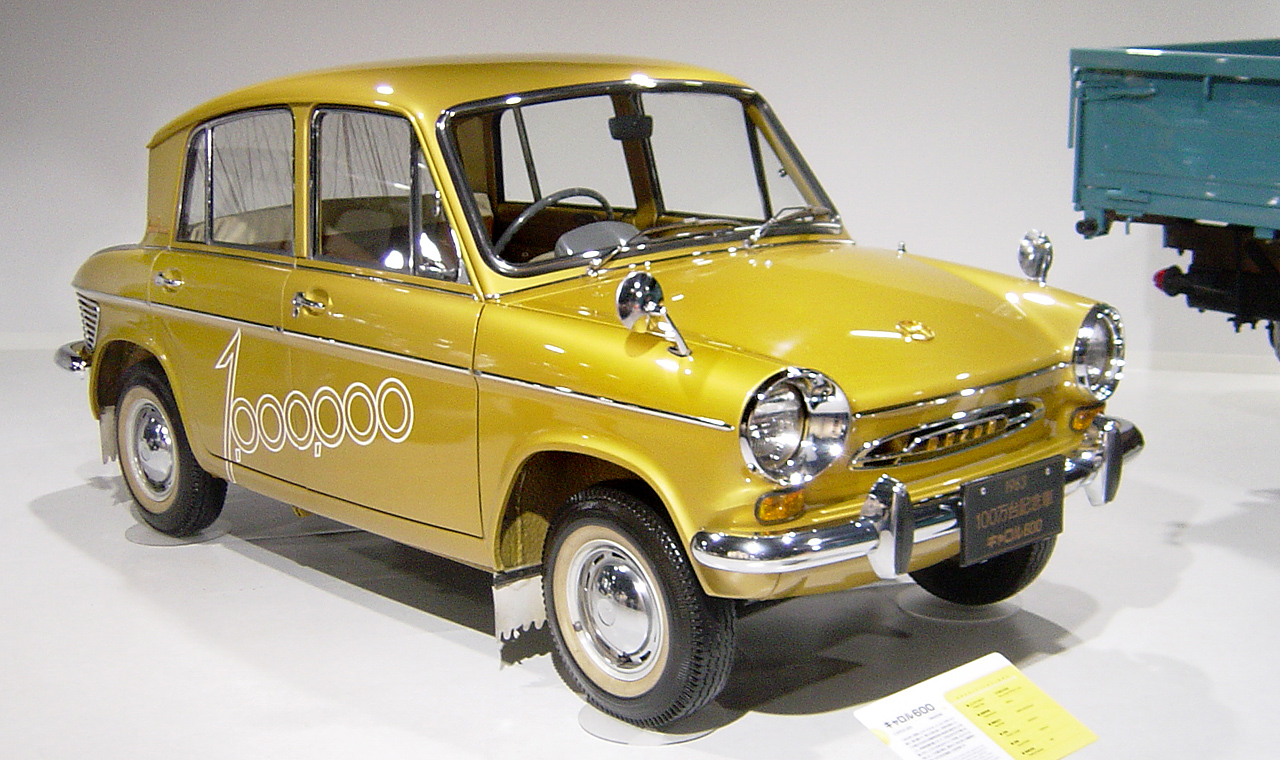
Mazda Carol
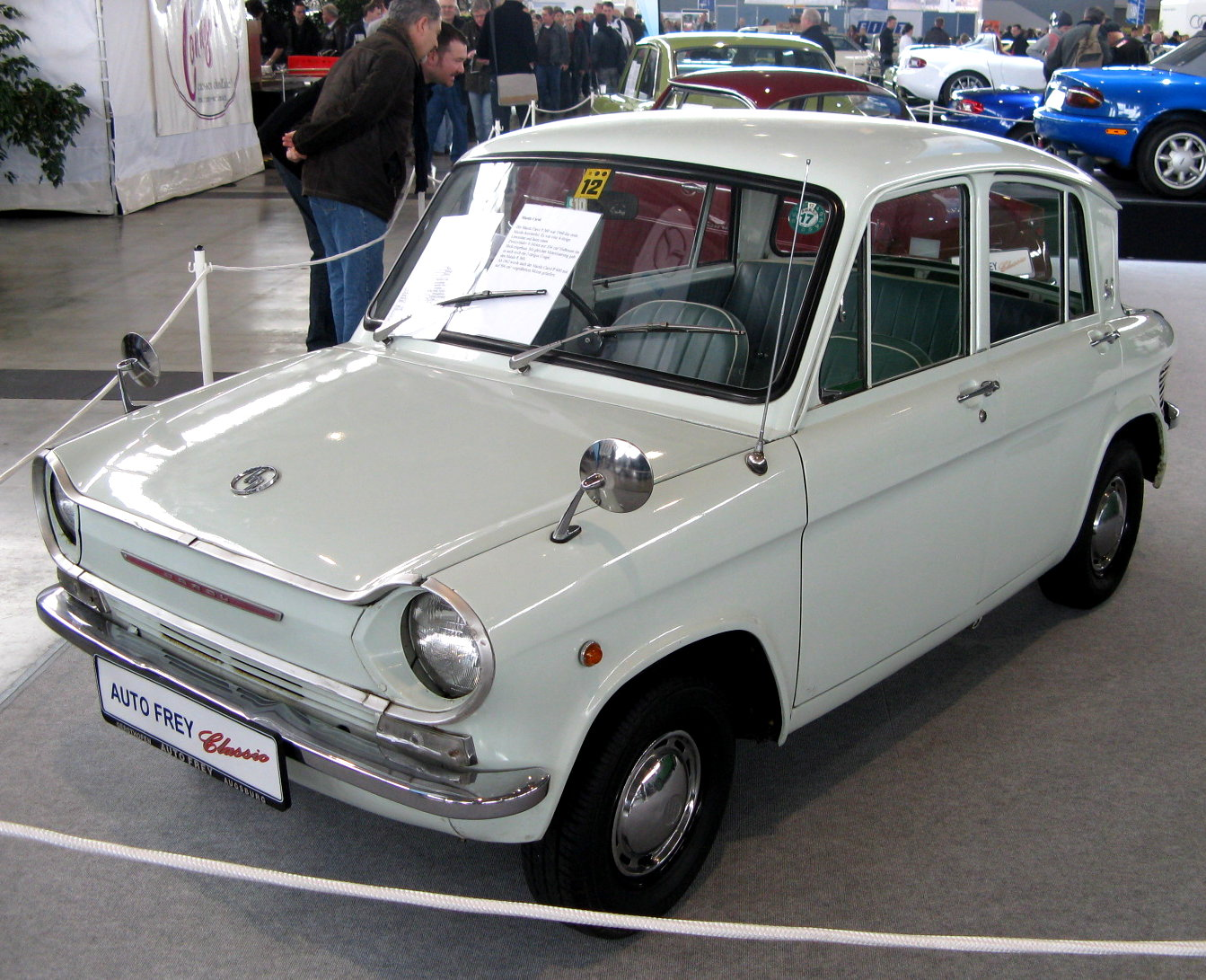
Mazda Carol P600 (1962)

## Второе поколение (1989)
Autozam Carol был представлен в октябре 1989 года. Переднеприводные модификации получили индекс AA5PA, а полноприводные — AA5RA. Автомобили оснащались трёхцилиндровым двигателем Suzuki F5B объёмом 547 см3, мощностью 29 кВт (40 л. с.) при 7500 об/мин. Колёсная база — 2335 мм, длина — 3190 мм, ширина — 1295 мм. Передние тормоза — дисковые, задние — барабанные.
Комплектации: E, F (также 4WD) и G (топовая). Комплектация G имеет брезентовую крышу. Полноприводные модификации снабжались пятиступенчатой механической трансмиссией, в то время как переднеприводные модификации снабжались четырёх- или пятиступенчатой механической трансмиссией.

В феврале 1990 года Autozam Carol прошёл фейслифтинг: длина кузова была увеличена на 6 см. Автомобиль оснащался двигателем Suzuki F6A объёмом 657 см3, мощностью 38 кВт (52 л. с.). В 1991 году двигатель получил турбонаддув, а мощность была увеличена до 45 кВт (61 л. с.). В 1992 году автомобиль был дополнительно удлинён до 329 см.

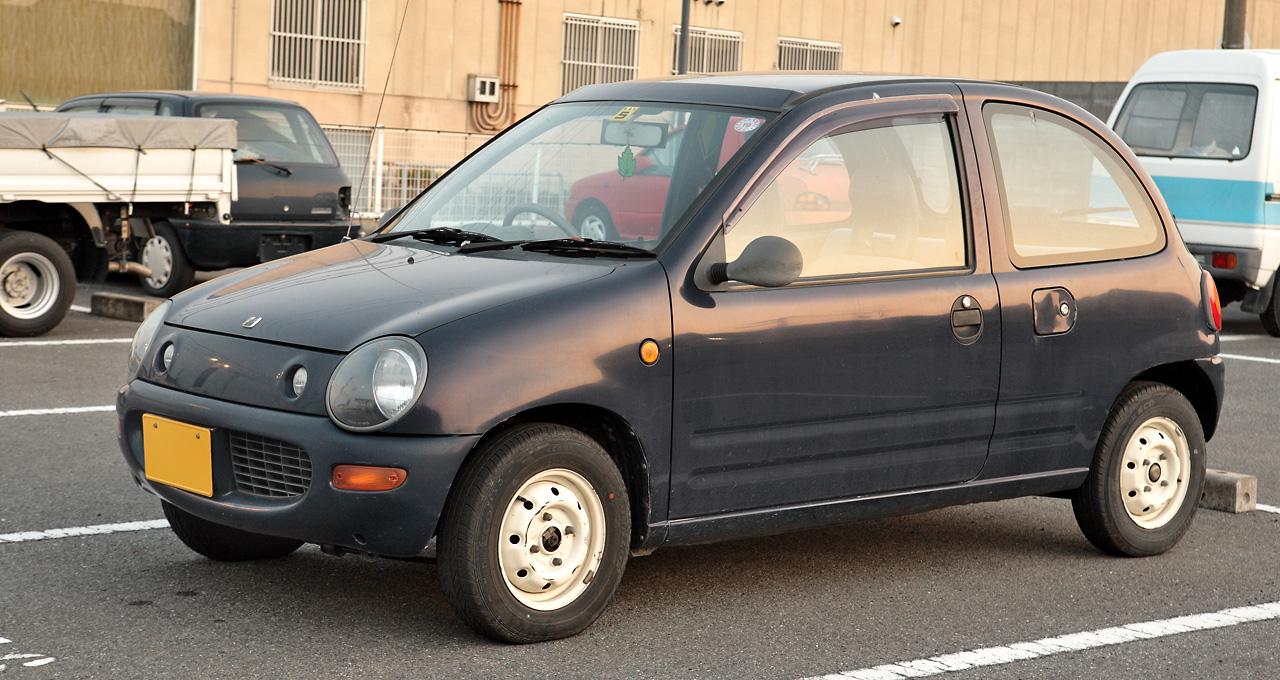
Вид спереди
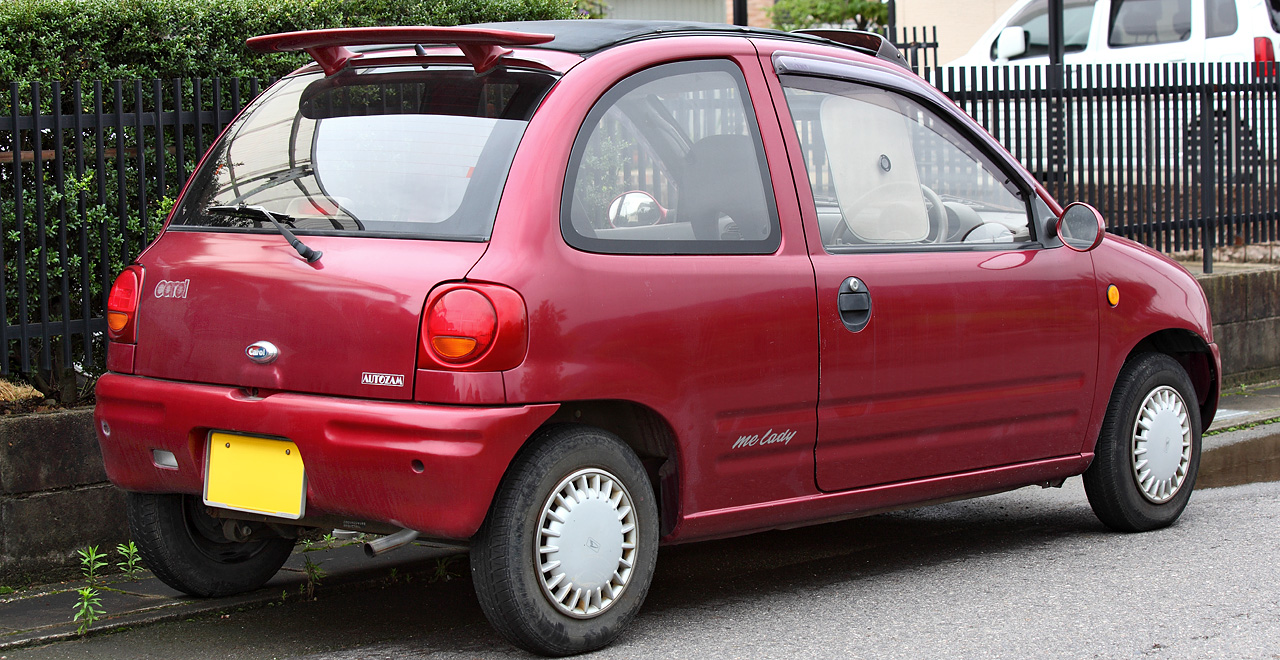
Вид сзади

## Третье поколение (1995)
Обновлённый Autozam Carol был представлен в октябре 1995 года. Автомобили выпускались на базе четвёртого поколения Suzuki Alto. Названия: Carol Custom и Carol Classic.

В 1998 году название было изменено на «Mazda Carol».

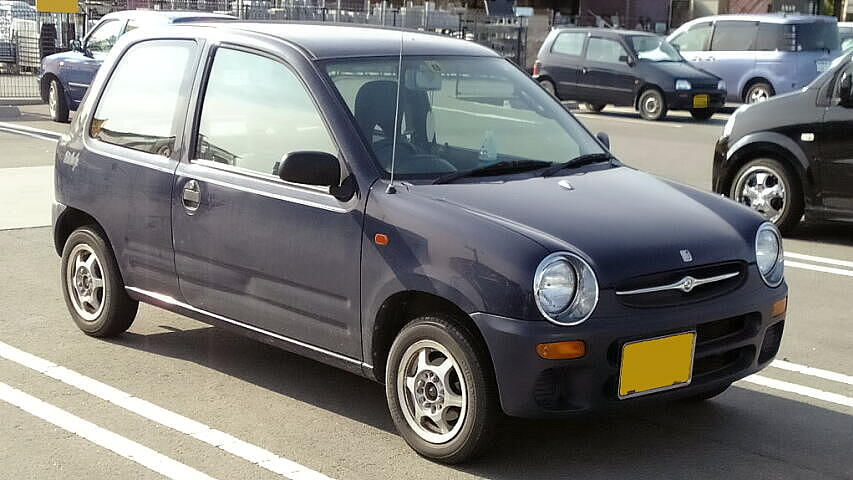
1995 Mazda Carol
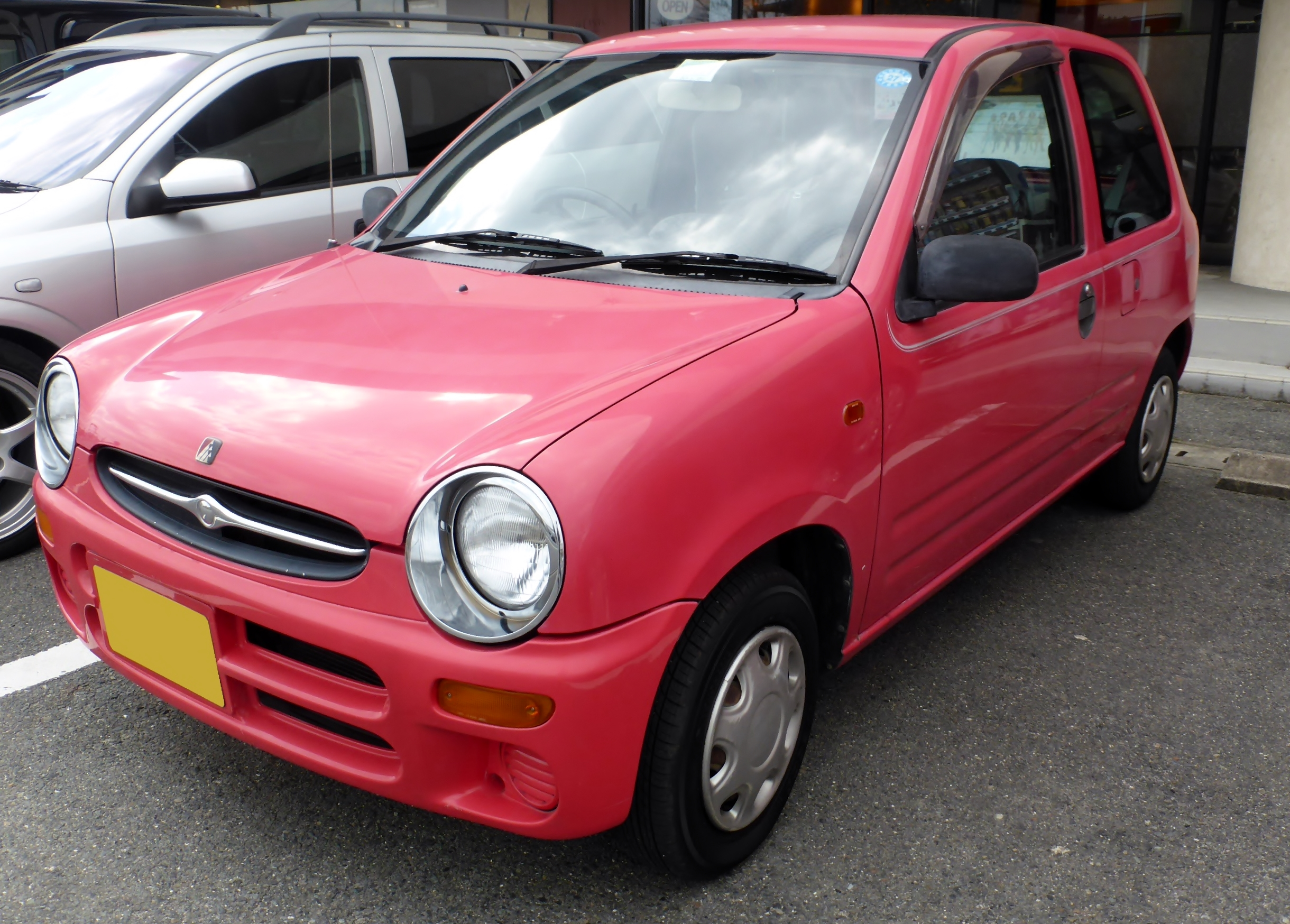
Autozam Carol (AC6P) (вид спереди)
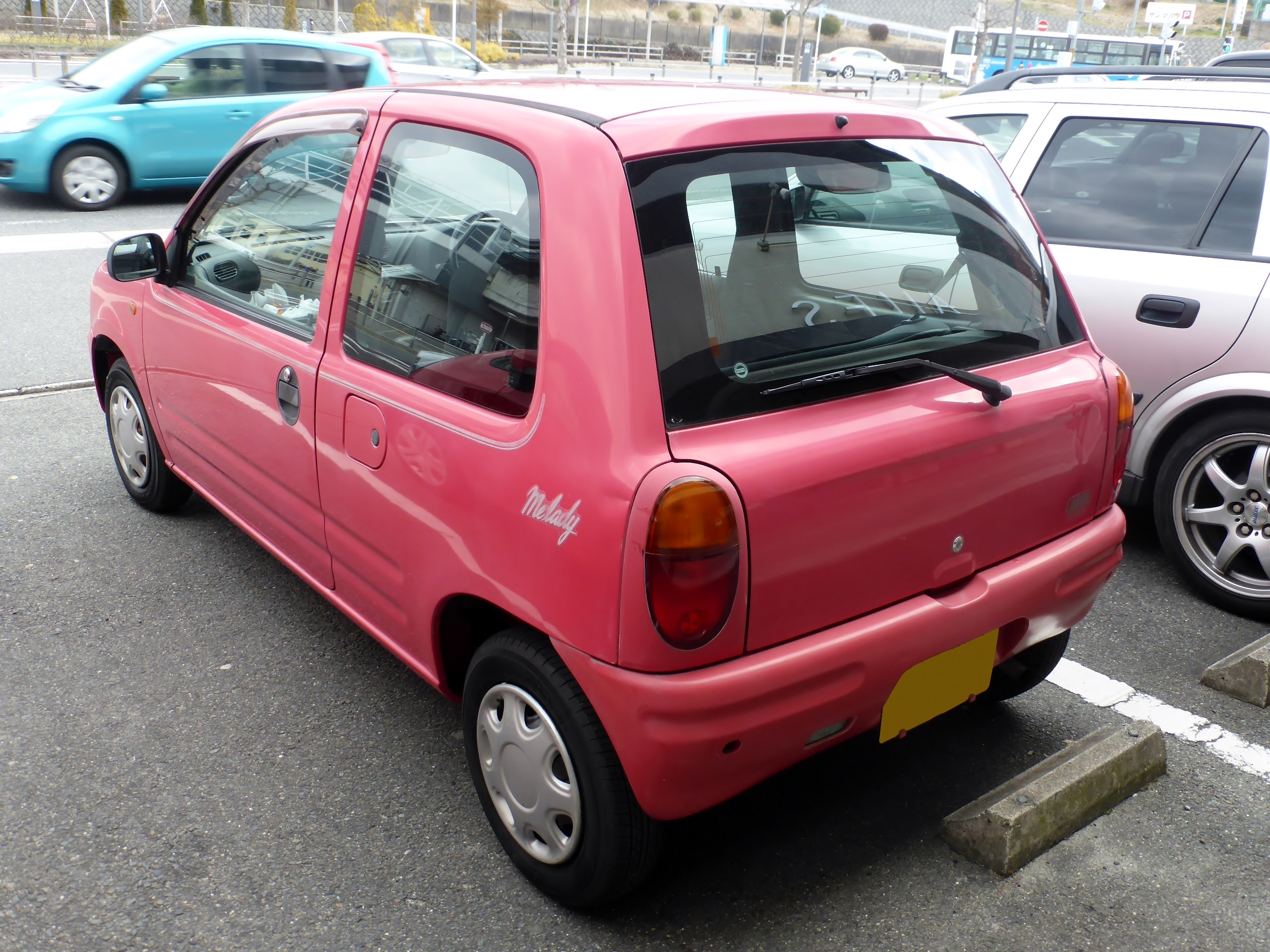
Autozam Carol (AC6P) (вид сзади)

## Четвёртое поколение (1998)
Четвёртое поколение Mazda Carol было представлено в октябре 1998 года. Автомобили выпускались на базе пятого поколения Suzuki Alto.
Автомобили Mazda Carol четвёртого поколения приводились в движение двигателем F6A объёмом 657 см3 или же двигателем K6A объёмом 658 см3 с клапанным механизмом DOHC. 

В декабре 2000 года автомобили Mazda Carol четвёртого поколения прошли фейслифтинг. Двигатель F6A был исключён из моторной гаммы, а двигатель K6A оснащался системой VVT.

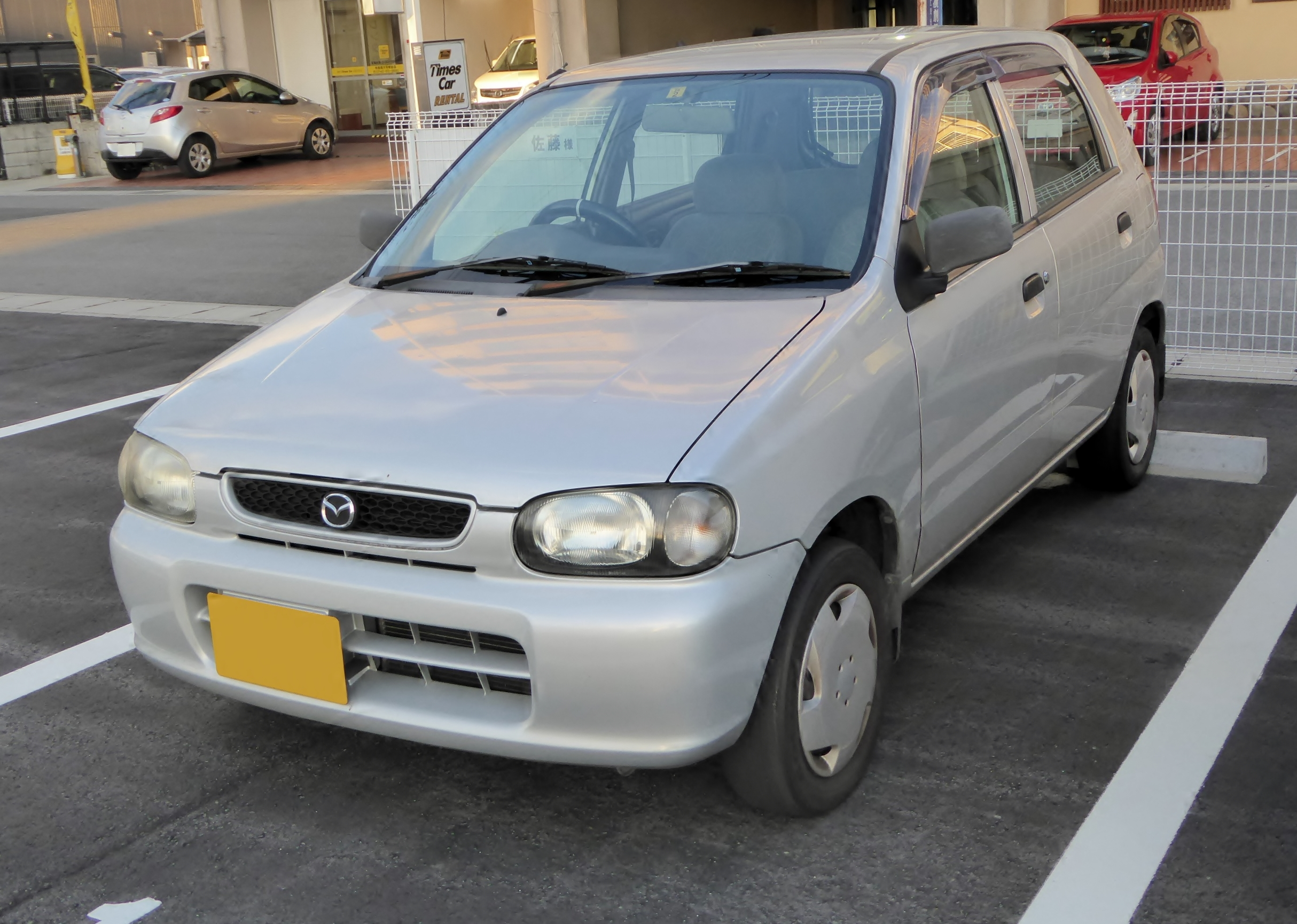
Вид спереди
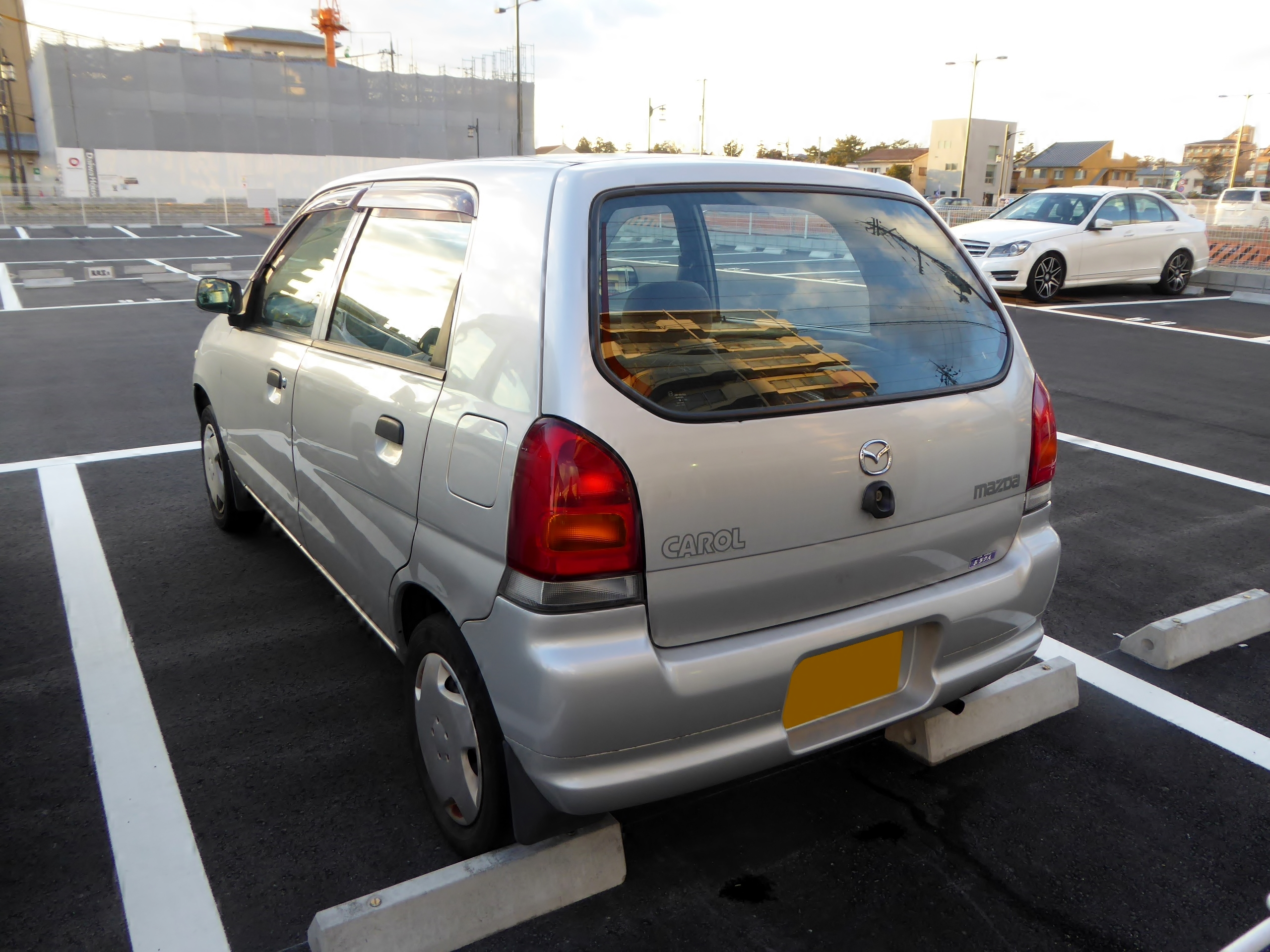
Вид сзади
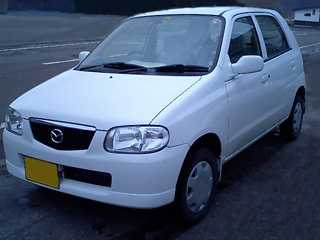
Фейслифтинг

## Пятое поколение (2004)
Пятое поколение Mazda Carol выпускалось на базе шестого поколения Suzuki Alto.

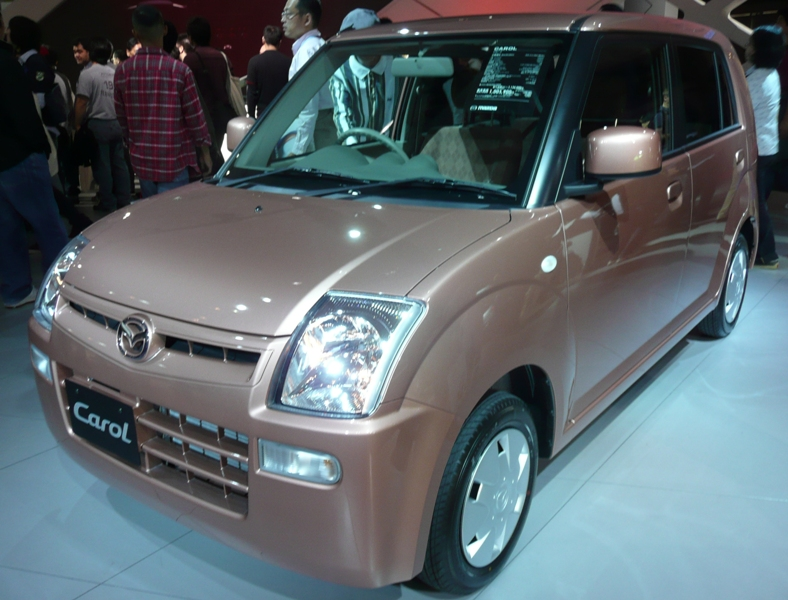
Вид спереди
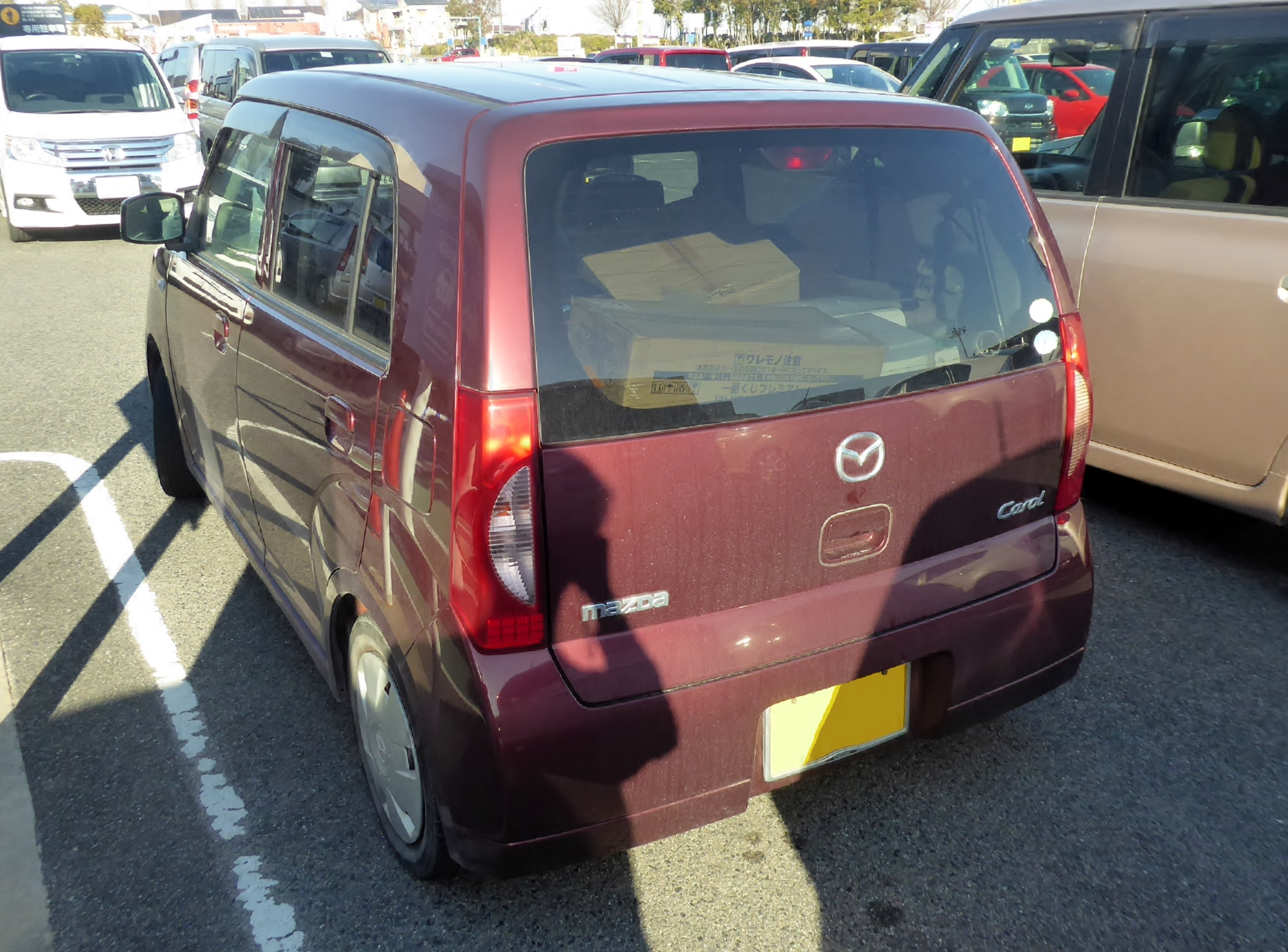
Вид сзади

## Шестое поколение (2009)
Шестое поколение Mazda Carol было представлено в 2009 году на Токийском автосалоне. Производство началось в декабре того же года. Автомобили выпускались на базе седьмого поколения Suzuki Alto.

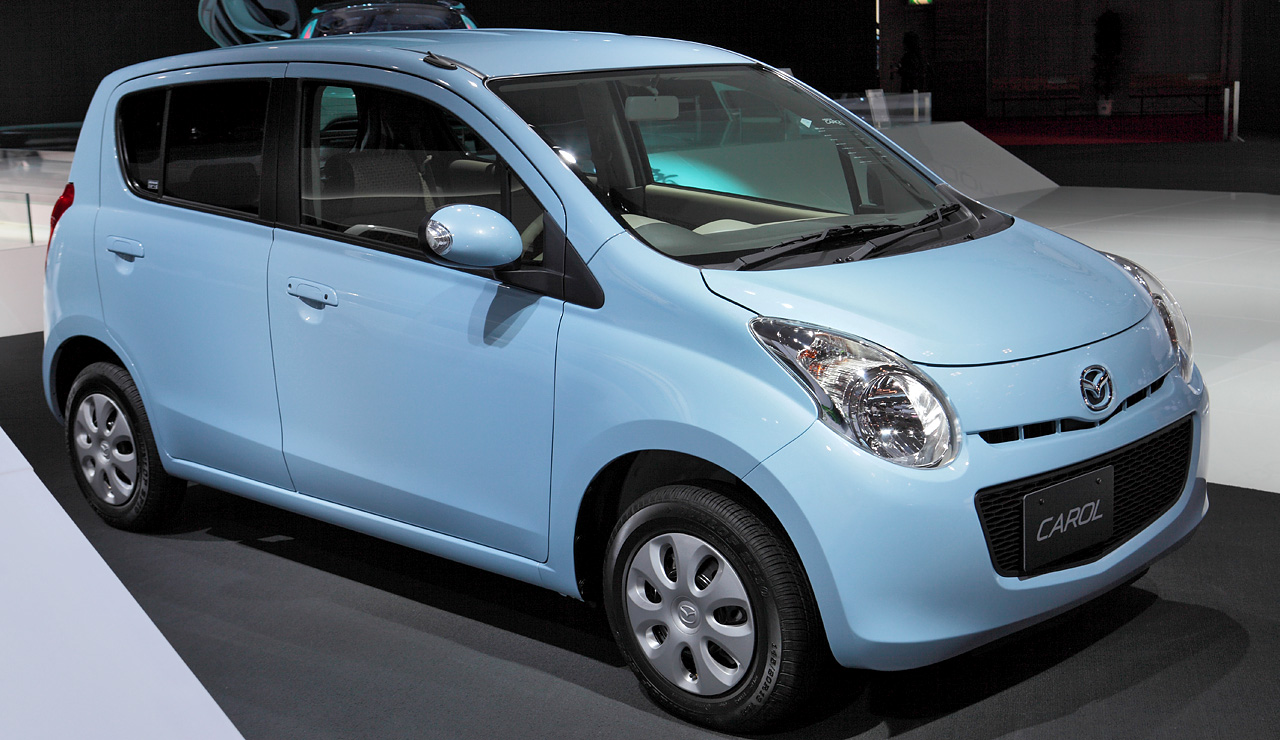
Вид спереди
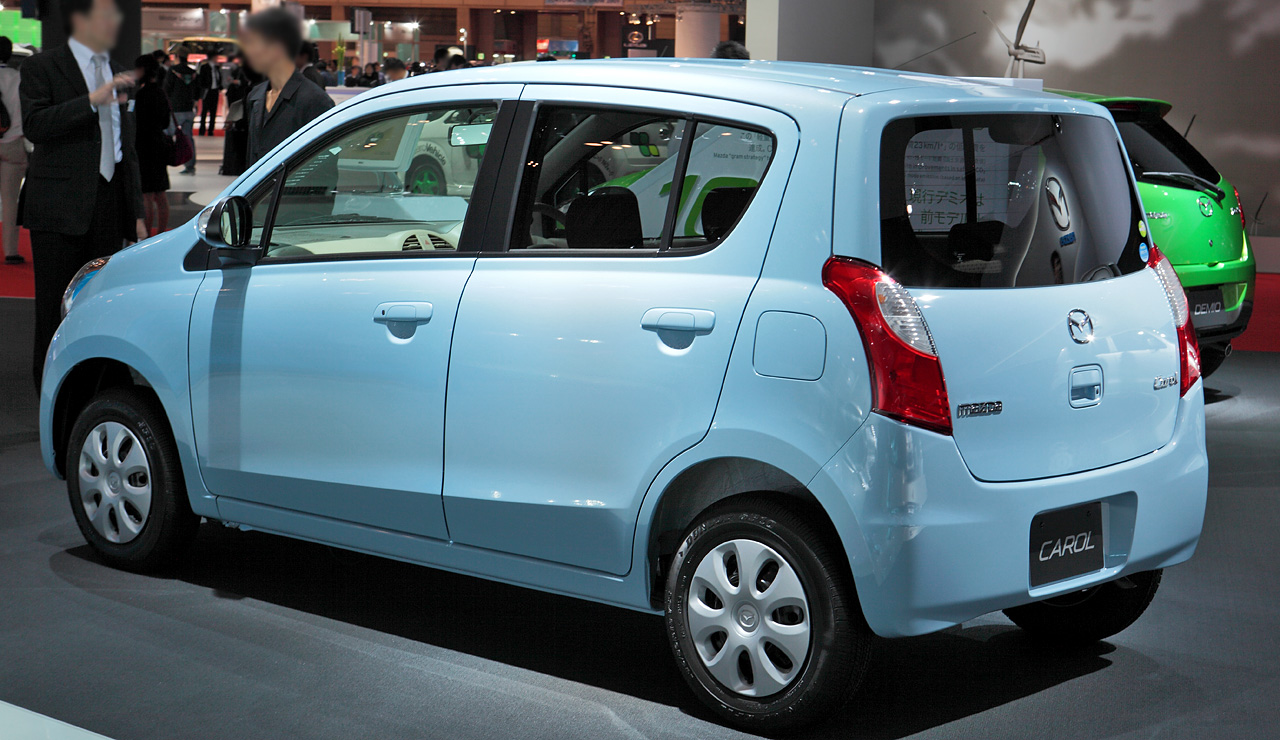
Вид сзади

## Седьмое поколение (2014)
Седьмое поколение Mazda Carol выпускалось на базе восьмого поколения Suzuki Alto.

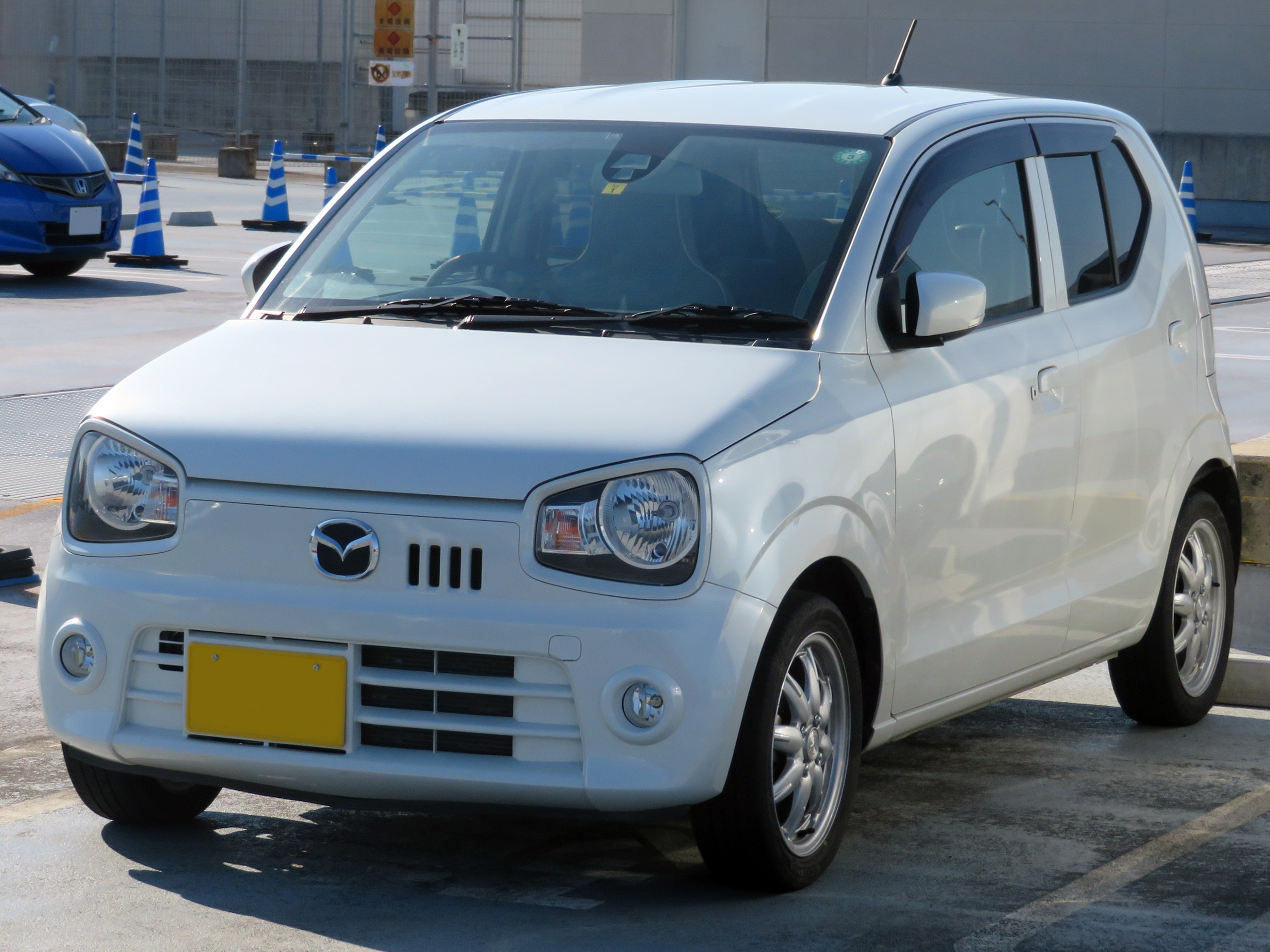
Вид спереди
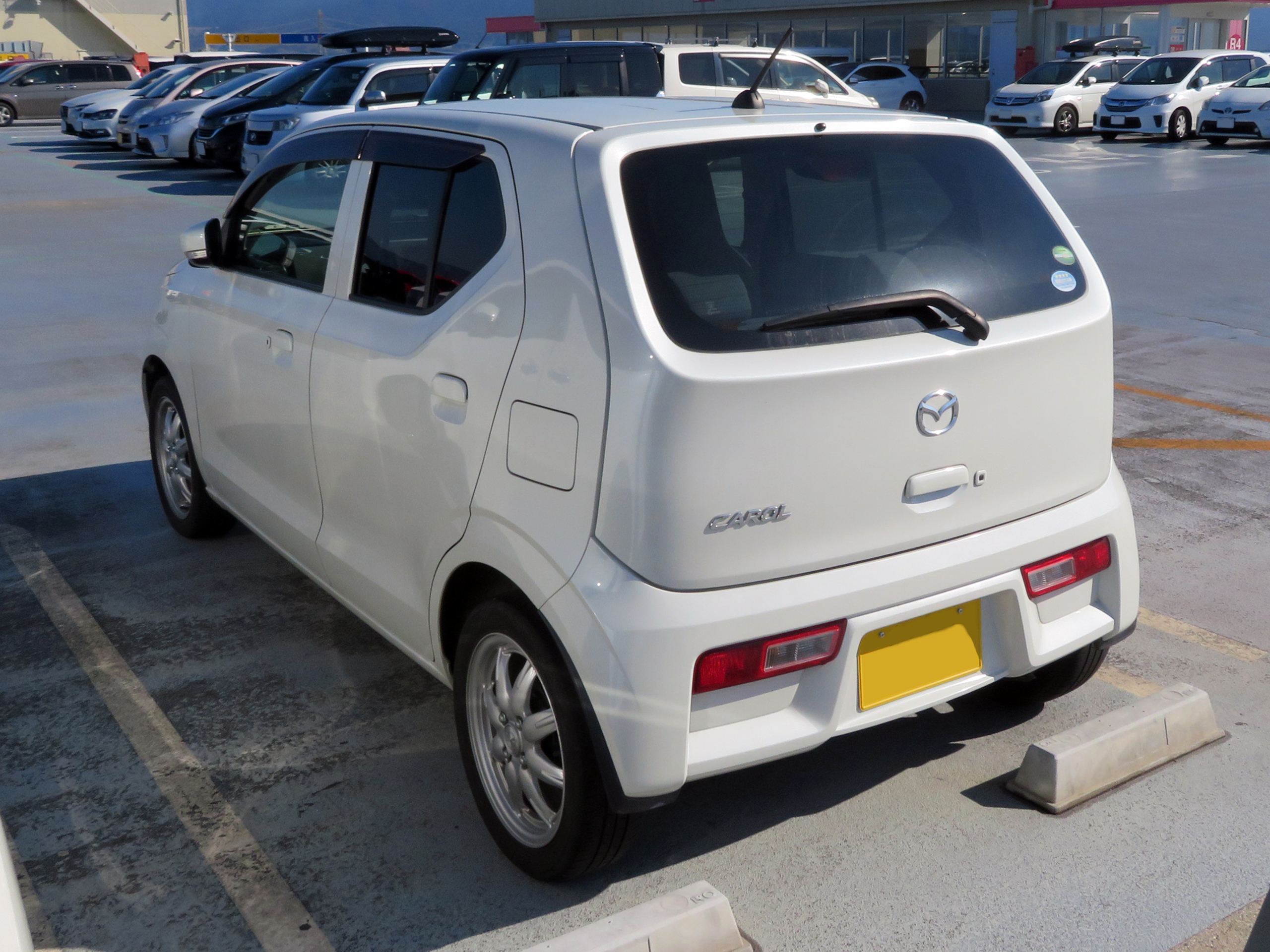
Вид сзади

## Восьмое поколение (2021)
Восьмое поколение Mazda Carol выпускается на базе девятого поколения Suzuki Alto.

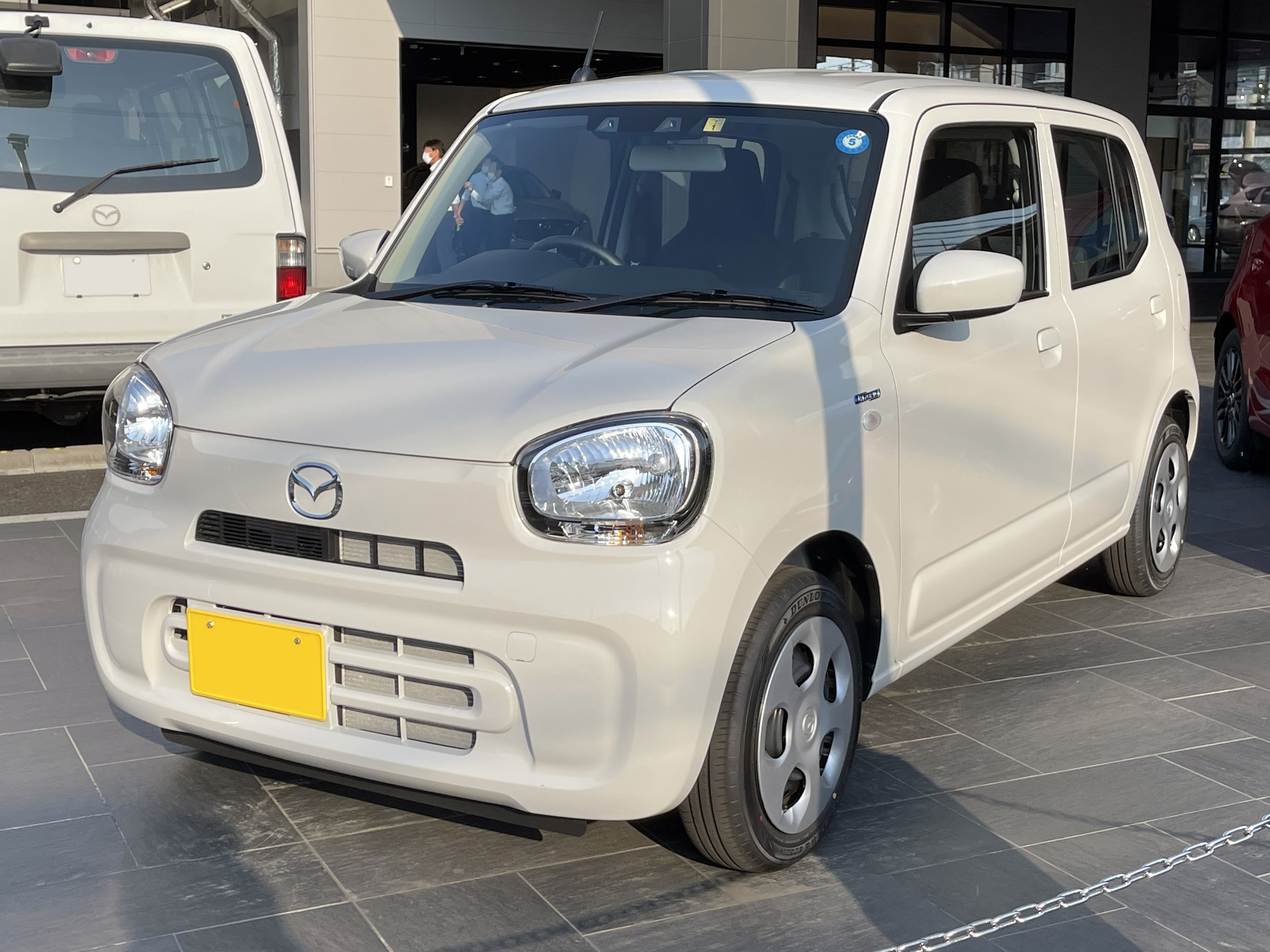
Вид спереди
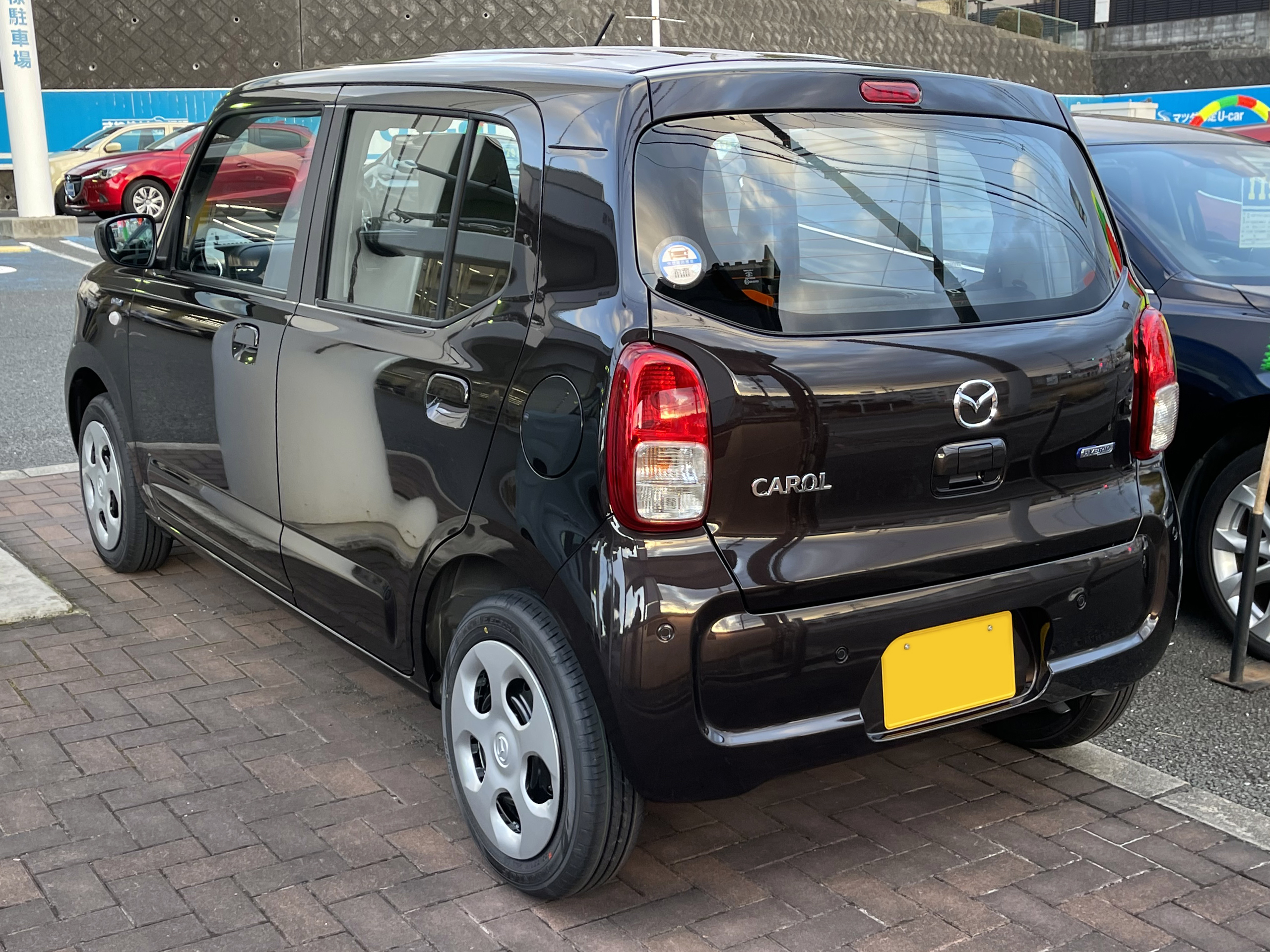
Вид сзади